# 露天劇院 (亞利桑那州)
露天劇院（英語：Amphitheater）是位於美國亞利桑那州皮馬縣的一個非建制地區。該地的面積和人口皆未知。

## 地理
露天劇院的座標為32°16′20″N 110°58′20″W / 32.27222°N 110.97222°W，而該地的平均海拔高度為712米（即2336英尺）。